# ユルゲン・コリン
ユルゲン・コリン（Jürgen Romano Colin、1981年1月20日 - ）は、オランダ・ユトレヒト出身のサッカー選手。FCトルペド・クタイシ所属。ポジションはDF (CB)。

## 経歴
2001年8月22日、PSVアイントホーフェンでデビューした。2001-02シーズンは4試合に出場した。2002年にはベルギーのKRCヘンクにレンタルされ、リーグタイトルを勝ち取った。さらにNACブレダにレンタルされ、2002-03シーズンはNACでシーズンを通して試合に出場したことにより、2004-05シーズンに完全移籍した。2005年に移籍したイングランドのノリッジ・シティFCではクラブの象徴的存在のクレイグ・フレミングがいたために1年目は苦しんだが、2年目の2006-07シーズンは彼本来の力を発揮した。2007年、アヤックス・アムステルダムの3週間のトライアルを受け、アヤックスに移籍が決まった。ヨハン・クライフ・シャールのPSV戦でアヤックスデビューし、自身2個目のトロフィーを勝ち取った。
2008年、スペインのスポルティング・デ・ヒホンに移籍した。2008-09シーズンは27試合に出場した。2009年8月25日、フリートランスファーでRKCヴァールヴァイクに移籍した。

## 所属クラブ
- 2000-2004  PSVアイントホーフェン

→ 2002  KRCヘンク (loan)
→ 2002-2003 → NACブレダ (loan)
- 2004-2005  NACブレダ
- 2005-2007  ノリッジ・シティFC
- 2007-2008  アヤックス・アムステルダム
- 2008-2009  スポルティング・デ・ヒホン
- 2009-2010  RKCヴァールヴァイク
- 2010-2013  アノルトシス・ファマグスタ
- 2013-2015  ハポエル・テルアビブFC
- 2015-2016  ハポエル・アシュケロンFC
- 2016  FCトルペド・クタイシ

## タイトル
- KRCヘンク

ジュピラーリーグ : 2001-2002
- アヤックス

ヨハン・クライフ・シャール : 2007